# أل كابس
أل كابس (بالإنجليزية: Al Capps)‏ هو منتج أسطوانات وكاتب أغاني ومغني أمريكي، ولد في 26 أبريل 1939 في أركنساس في الولايات المتحدة.

## وصلات خارجية
- أل كابس على موقع IMDb (الإنجليزية)
- أل كابس على موقع ميوزك برينز (الإنجليزية)
- أل كابس على موقع أول ميوزيك (الإنجليزية)
- أل كابس على موقع ديسكوغز (الإنجليزية)
- أل كابس على موقع قاعدة بيانات الفيلم (الإنجليزية)